# Zbigniew Flont
Zbigniew Flont (ur. 7 września 1930, zm. 12 listopada 2014) – polski siatkarz, mistrz i reprezentant Polski.

## Kariera sportowa
W 1948 zdobył mistrzostwo Polski juniorów. Ze Spójnią Gdańsk wywalczył w 1950 wicemistrzostwo Polski seniorów, następnie rozpoczął studia w Akademii Wychowania Fizycznego w Warszawie. reprezentował barwy AZS-AWF Warszawa. Z warszawskim zespołem zdobył mistrzostwo Polski w 1952, 1953 oraz Puchar Polski w 1953. Po ukończeniu studiów w 1953 powrócił do Gdańska, występował w zespole tamtejszej Gwardii (późniejsze Wybrzeże Gdańsk), w drużynach siatkarskiej i piłki ręcznej. Od 1956 do 1961 trenował GKS Wybrzeże Gdańsk, a jego największym sukcesem było zdobycie brązowego medalu mistrzostw Polski w 1958. W 1957 prowadził II reprezentację Polski seniorów (w praktyce reprezentację młodzieżową).
W latach 1951–1954 wystąpił 26 razy w reprezentacji Polski seniorów, m.in. na akademickich mistrzostwach świata w 1951 i 1954 oraz mistrzostwach świata w 1952 (siódme miejsce).
W 1958 ożenił się z koszykarką Janiną Krakowską, ich synem jest Jarosław Flont, mistrz Polski i Belgii w piłce ręcznej, prezes Gdańskiej Stoczni „Remontowej”.